# الصحافة الاجتماعية
الصحافة الاجتماعية هي أحد أنواع وسائل الاعلام وتعد مزيجاً بين الصحافة المهنية والمساهمين وقراء المحتوى. ويستند تنسيقها على مساهمة المجتمع، ومشاركة الجمهور، وجمع الأخبار المجتمعية والتحقق منها، وجمع البيانات وتحليلها، وتنمية العلاقات. وتجري الصحافة الاجتماعية على بعض منصات النشر المفتوحة، مثل تويتر وووردبريس.كوم، ولكن يمكن أيضا أن تتضمن الصحفيين المحترفين، الذين يقومون بصنع أو عرض المحتوى. وقد كان تقرير أي ريبورت «الذي لم يعد موجوداً» التابع لـ CNN (مؤسسة كابل شبكة ألاخبار) من الامثلة على التعاون بين الصحافة الاجتماعية وبين المهنيين والمواطنين؛ ومن ضمن الأمثلة الأخرى فوريس وانفوستريت.كوم وميديام وبزفيد وسواب بوكس وجوكر ميديا. وقد نوقش هذا النموذج الذي نجم عنه في بعض الاحيان جماهير شهرية تقدر بعشرات الملايين، حيث انه يعتبر مثال على ازدهار الصحافة المهنية على الرغم من الانخفاض الملحوظ في جمهور الصحافة التقليدية. 

## دور النشر كمنصات
وقد ذكر جوناثان جليك، الرئيس التنفيذي لشركة سوليا، في كتابه إعادة \ كود، بإن نموذج دور النشر كمنصات (والتي أطلق عليها اسم "platisher" " platisher كلمة مركبة تعني مزيج بين المنصة والناشر") "آخذ في الازدياد". ويستشهد جليك بأمثلة على ذلك احدها ميديام (ايفان ويليماز وبيز ستون أحد مؤسسي منصة تويتر) وفوكس ميديا وسوليا، وسكيفت وفيرست لوك ميديا (بدعم من مؤسس ايباي بيير اميديار) وبوزفيد. وفي الثاني عشر من مارس 2014، اقترح مارك ليتل، الرئيس التنفيذي لشركة ستوري فل، والتي بدورها أصبحت الآن قسمًا في نيوز كورب، انه هناك 10 مبادئ تعزز من الصحافة الاجتماعية" ، بما في ذلك "UGC (المحتوى الذي يغذيه المستخدمين) حيث تحكمها نفس المدونة القانونية والأخلاقية مثل أي محتوى آخر "و" اساس الصحافة الاجتماعية هي الأصالة وليس السلطة. وفي نهاية الامر نحن لسنا خبراء في كل المواضيع ". 

## القواعد الجديدة
في 1 أبريل 2014، من خلال قائمة جيجاوم وبعنوان «الصحافة الاجتماعية والمنصات المفتوحة هي الوضع الطبيعي الجديد - الآن علينا أن نجعلها تأخذ مجراها» تسأل ماثيو إنجرام «كيف يمكن للجهات الإعلامية الاستفادة من هذه الظاهرة دون أن تفقد مسارها؟» واستمر في مراجعة القواعد المقترحة للصحافة الاجتماعية التي اقترحها إد سوسمان الرئيس السابق لشركة فاست كومباني.كوم، وهو من أوائل المهتمين في هذا النموذج. وقد لخص انغرام هذه الاقتراحات، بما في ذلك تحديد أنواع المساهمين بشكل واضح (مثل الموظفين والمساهمين الضيوف ومساهمة القراء). حيث وضع مبادئ توجيهية، مثل قواعد تضارب المصالح، بمعنى يجب الموافقة على الاعلانات قبل نشرها؛ وتوفير أدوات تشبه الويكي لإجراء تحسينات اجتماعية على المحتوى؛ والارتقاء بأفضل محتوى بالمنسقين والخوارزميات؛ وحذف المحتوى الركيك أو الإشكالي عبر المختصين أو الخوارزميات. 
ولقد تعرضت الصحافة الاجتماعية للهجوم من قبل الناقد الإعلامي مايكل وولف من خلال صحيفة يو إس إيه توداي باسم «نموذج فوربيس الفاسد الذي يسمح لـ» المساهمين «بكتابة ما يريدون تحت علامتك التجارية (» كما كتبت في فوربيس... «) من دون الاضطرار إلى دفع أي شيء لهم - ففي النهاية، بالطبع ذلك سيقلل من سلطتك».
وفي 20 مارس 2014، وعبر مقال افتتاحي لصحيفة نيويورك اوبزيرف، عبر سوسمان من خلال مجادلة بأن الصحافة الاجتماعية لا تقلل من قيمة سلطة العلامات التجارية، وأن نجاح فوربيس.كوم في جذب جمهور واسع يتضمنه أكثر من 1000 مدون يثبت أن هذا النموذج يمكنه أن يكون نموذجاً ناجحًا لشركات الوسائط التقليدية كالتلفاز والمذياع.  وبعد الكشف عن أن بعض المساهمين في فوربيس.كوم استخدموا قائمتهم للمشاركة في مخطط «ضخ وتفريغ» (تدل على الممارسة الاحتيالية المتمثلة في تشجيع المستثمرين على شراء أسهم في شركة معينة من أجل تضخيم السعر بشكل مصطنع، ثم يبيع المحتالون أسهمهم عندما يكون السعر مرتفعًا.) للترويج للأسهم ثم بيعها. وفي 29 مارس 2014، اتبعت «القواعد الجديدة للصحافة الاجتماعية: اقتراحاً» في باندو ديلي.